# Дербентська (станиця)
Дербе́нтська — станиця в Сєверському районі Краснодарського краю, у складі міського поселення — селище Ільський.
Станиця розташована в ущелині річки Іль в гісько-лісовій зоні, за 10 км південно-західніше центру селища міського типу Ільський. Населення менше тисячі мешканців.
Заснована в 1864 після виселення адигів. Названа на честь приєднання південного Дагестану до Російської імперії.